# Chloantha elbursica
Chloantha elbursica là một loài bướm đêm trong họ Noctuidae.